# Urbandale, Iowa
Urbandale là một thành phố thuộc Polk quận và Dallas trong bang Iowa, Hoa Kỳ. Thành phố có tổng diện tích km², trong đó diện tích đất là km². Theo cuộc điều tra dân số 2000, dân số thành phố là 29.072 người; một điều tra dân số đặc biệt được thực hiện bởi thành phố trong năm 2005 tính 35.904 cư dân và Cục Điều tra Dân số Hoa Kỳ ước tính thành phố có 38.369 cư dân vào năm 2008. Thành phố là một phần của Khu vực thống kê đô thị Des Moines-West Des Moines.

## Lịch sử
Urbandale được thành lập như là một thành phố vào ngày 16 tháng 4 năm 1917. Trong những ngày đầu của nó, Urbandale phục vụ như là một vùng ngoại ô xe điện của Des Moines với bốn mỏ than. Urbandale phục vụ như là điểm kết thúc của "Line Urbandale" sau khi kế hoạch xây dựng một tuyến đường sắt từ Des Moines Woodward đã bị bỏ hoang do của vấn đề sử dụng đất. Các mỏ than đã đóng cửa vào cuối những năm 1940 trong khi dịch vụ xe điện đã kết thúc vào năm 1951.
Trong năm 1920, ngay sau khi hợp nhất thành phố, Urbandale có dân số 298 người. Dân số năm 1950 là 1.777 người, nhưng thành phố phát triển nhanh chóng sau đó cùng với phần còn lại của vùng ngoại ô Des Moines. Năm 1970 Urbandale có dân số 14.434 người, và trong năm 2000 đã có 29.072 người. Mặc dù hầu hết các khu vực phát triển của thành phố trong quận Polk, Urbandale đã mở rộng về phía tây vào Dallas County trong những năm gần đây.

## Nhân khẩu
Theo Cục Điều tra Dân số Hoa Kỳ, thành phố có tổng diện tích 20,7 dặm vuông (54 km²), trong đó, 20,7 dặm vuông (54 km²) của nó là đất đai và 0,04 dặm vuông (0,10 km²) của nó (0,10%) là nước.
Của cuộc điều tra dân số 2 năm 2000, thành phố đã có 29.072 người, 11.484 hộ gia đình, và 8.038 gia đình định cư trong thành phố. Mật độ dân số là 1,404.9 người cho mỗi dặm vuông (542.5/km ²). Có 11.869 đơn vị nhà ở tại một mật độ trung bình của 573,6 mỗi dặm vuông (221.5/km ²). Cơ cấu chủng tộc của thành phố là 95,18% người da trắng, 1,53% người Mỹ gốc Phi, 0,09% người Mỹ bản địa, 1,73% châu Á, Thái Bình Dương 0,10%, 0,51% từ các chủng tộc khác, và 0,86% từ hai hay nhiều chủng tộc. Hispanic hoặc Latino bất cứ chủng tộc nào chiếm 1,60% dân số.